# Weißschwanz-Olalla-Fingerratte
Die Weißschwanz-Olalla-Fingerratte (Olallamys albicauda) ist ein im nordwestlichen Südamerika verbreitetes Nagetier in der Familie der Stachelratten. Sie bildet mit der Art Olallamys edax die Gattung Olalla-Fingerratten. Der Artzusatz im wissenschaftlichen Namen ist aus den lateinischen Worten albi (weiß) und caudus (Schwanz) gebildet.

## Merkmale
Diese recht große Nagetier erreicht mit Schwanz eine Länge von 535 bis 580 mm, wobei der Schwanz 319 bis 343 mm einnimmt. Die Hinterfüße sind 38 bis 41 mm lang und die Länge der Ohren beträgt 20 bis 22 mm. Oberseits ist langes, dichtes und weiches Fell vorhanden, das eine intensiv rotbraune Färbung besitzt. Auf der Unterseite kommt weißliches Fell vor und der Schwanz trägt Haare, die wie die Oberseite gefärbt sind. Er wird zur Mitte hin dunkler aufgrund grauer Haarspitzen. Die Schwanzspitze ist weiß. Die Art hat pro Kieferhälfte einen Schneidezahn, keinen Eckzahn, einen Prämolar und drei molare Zähne, was 20 Zähne im Gebiss ergibt.

## Verbreitung und Lebensweise
Die Weißschwanz-Olalla-Fingerratte ist von wenigen Funden aus Gebirgen in Kolumbien bekannt. Sie hält sich auf 2000 bis 3200 Meter Höhe auf. Dieses Nagetier lebt in feuchten Bergwäldern mit einem Unterwuchs aus Bambus. Zusätzlich kommt die Grasart Chusquea tessellata häufig vor.
Die Tiere klettern in Bäumen und bauen ein Nest im Geäst. Bei einer Studie wohnten drei Exemplare im Bau. Reste der Art wurden im Kot des Maikong (Cerdocyon thous) gefunden.

## Gefährdung
Die Umwandlung der Wälder in Ackerland und Siedlungen wirkt sich negativ aus. Die IUCN listet die Weißschwanz-Olalla-Fingerratte mit unzureichende Datenlage (data deficient) aufgrund fehlender Angaben zur Populationsgröße.